# William Hastings-Bass, 17. Earl of Huntingdon
William Edward Robin Hood Hastings-Bass, 17. Earl of Huntingdon LVO (* 30. Januar 1948), ist ein britischer Adliger, Politiker und Trainer für Rennpferde.

## Herkunft
Er ist der Sohn von Peter Hastings-Bass (1920–1964) und seiner Gattin Priscilla Victoria Bullock (* 1920). Beide Elternteile waren Pferdetrainer.
Als sein Cousin Francis Hastings, 16. Earl of Huntingdon im August 1990 ohne Nachkommen starb, erbte er dessen Adelstitel, einschließlich des damit verbundenen Sitzes im House of Lords. Seine Antrittsrede im Parlament hielt er 1992. Mit dem House of Lords Act 1999 verlor er seinen erblichen Parlamentssitz.
1989 heiratete er  Susan Mary Gavin Warner. Die Ehe wurde 2001 geschieden. Da er keine Kinder hat, ist sein jüngerer Bruder Simon Aubrey Hastings-Bass (* 1950) bzw. dessen Sohn voraussichtlicher Erbe seines Adelstitels.

## Karriere
Er wurde am Winchester College und am Trinity College in Cambridge ausgebildet.
Seine Ausbildung als Pferdetrainer vollzog er als Assistent von Noel Murless sowie in Australia mit Bart Cummings und Colin Hayes. 1976 erwarb er seine Trainerlizenz.
Von 1982 bis 1998 führte er einen Trainingsbetrieb in West Ilsley, Berkshire, den er von Dick Hern übernommen hatte. Er trainierte dort unter anderem die Pferde Indian Queen und Drum Taps, die den Gold Cup in Ascot gewannen, sowie auch Pferde der Queen. 1998 zog er sich wegen finanzieller Probleme aus dem Pferdesport zurück.
1999 wurde er als Lieutenant in den Royal Victorian Order (LVO) aufgenommen. In der Folgezeit engagierte er sich in der Wohltätigkeitsarbeit, fuhr eine Hilfslieferung nach Bosnien, nahm an einem Radrennen durch Borneo und einer Safari im Australischen Outback teil.